# پائولینا هنیگ-کلوسکا
پائولینا هنیگ-کلوسکا (انگلیسی: Paulina Hennig-Kloska؛ زادهٔ ۵ اکتبر ۱۹۷۷) سیاستمدار اهل لهستان است. او به‌عنوان وزیر اقلیم و محیط زیست در کابینه سوم دونالد توسک فعالیت می‌کند.